# Лобария
Лоба́рия (лат. Lobaria) — род лихенизированных аскомицетов, входящий в семейство лобариевые (Lobariaceae).

## Описание
Слоевище листоватое, крупное, прикреплено к субстрату ризинами, ризоидами или псевдогомфом, гетеромерное, с рыхлой сердцевиной, часто с соредиями и изидиями. Нижняя поверхность войлочная, на некоторых участках голая. Апотеции леканорового или лецидеевого типа, сидячие или на короткой ножке, располагаются по всему слоевищу или по краям лопастей. Встречаются цефалодии. Пикнидии погружённые или бородавковидные.
Парафизы в верхней части с утолщениями. Споры 2—10-клеточные, по 8 в аске, неокрашенные или бурые.
Субстраты разнообразные, эпилитные виды немногочисленны.

## Систематика

### Синонимы
- Lichen sect. Lobaria Schreb., 1789basionym
- Lobariomyces E.A.Thomas, 1939, nom. inval.
- Pulmonaria Hoffm., 1789, nom. illeg.
- Ricasolia De Not., 1846
- Ricasoliomyces E.A.Thomas ex Cif. & Tomas., 1953, nom. superfl.
- Stictomyces E.A.Thomas ex Cif. & Tomas., 1953, nom. superfl.

### Виды
Род включает порядка 67 видов. Некоторые из них:
- Lobaria adscripturiens (Nyl.) Hue, 1900 — Лобария надписанная
- Lobaria amplissima (Scop.) Forssell, 1883 — Лобария широкая
- Lobaria crassior Vain., 1921 — Лобария толстая
- Lobaria isidiophora Yoshim., 1971 — Лобария изидиеносная
- Lobaria isidiosa (Müll.Arg.) Vain., 1913 — Лобария изидиозная
- Lobaria laetevirens (Lightf.) Zahlbr., 1906 — Лобария ярко-зелёная
- Lobaria linita (Ach.) Rabenh., 1845 — Лобария смазанная
- Lobaria meridionalis Vain., 1913 — Лобария южная
- Lobaria pulmonaria (L.) Hoffm., 1796 — Лобария лёгочная
- Lobaria quercizans Michx., 1803 — Лобария дубовая
- Lobaria retigera (Bory) Trevis., 1869 — Лобария сетчатая
- Lobaria spathulata (Inumaru) Yoshim., 1971 — Лобария лопатковидная
- Lobaria sublaevis (Nyl.) Yoshim., 1971 — Лобария гладкая
- Lobaria yatabeana (Müll.Arg.) Zahlbr., 1925 — Лобария Ятабэ